# Дзукки, Якопо
Якопо Дзукки, или Якопо ди маэстро Пьетро Дзукка (итал. Jacopo Zucchi, Jacopo di maestro Pietro Zucca; 1541, Флоренция — ок. 1596, Флоренция или Рим) — рисовальщик и живописец итальянского маньеризма флорентийской школы.

## Биография
Якопо Дзукки был учеником и помощником Джорджо Вазари, оформлял «Зал пятисот» и Студиоло Франческо I (Studiolo di Francesco I) в Палаццо Веккьо во Флоренции (1557—1565). В 1563 году Якопо Дзукки был принят во Академию рисунка, основанную Вазари в 1561 году во Флоренции (а затем в 1577 году в Риме). Вместе с другими учениками Вазари участвовал в оформлении похорон великого Микеланджело Буонарроти 14 июля 1564 года во францисканской церкви Санта-Кроче во Флоренции.
В декабре 1570 года Дзукки прибыл с Вазари в Рим. Вместе с Вазари он выполнял множество заказов на алтарные картины, поддерживал дружеские отношения с фламандским скульптором Джамболонья. Вероятно, именно в этот период кардинал Фердинандо Медичи, младший сын великого герцога Козимо I, будущий великий герцог Тосканы, озаботился украшением своих римских владений. Дзукки писал фрески во дворце и на вилле кардинала. Якопо Дзукки вернулся во Флоренцию в июле 1571 года, чтобы посвятить себя завершению фресок в «Зале пятисот» Палаццо Веккьо.
Якопо навсегда переехал в Рим весной 1572 года и поступил на службу к кардиналу Фердинандо; за ним последовал его младший брат Франческо, также художник. По заказу папы Пия V Якопо работал над фресками для трёх капелл: Сан-Микеле, Сан-Пьетро-Мартире и Санто-Стефано Торре Борджиа в Ватикане, а также в римских церквях, в частности в Сантиссима-Тринита-дей-Пеллегрини, Санто-Спирито-ин-Сассиа и других.
В 1581 году Якопо Дзукки стал членом гильдии Святого Луки. В большинстве своих произведений Дзукки сочетал черты итальянского маньеризма с влияниями ранненидерландской живописи. Отчасти этим объясняется техника его работы, нехарактерная для Италии: маслом по меди.

## Картины Дзукки в России
В 1908 году произведения Якопо Дзукки, Паоло Веронезе, фламандских и французских художников из Национальной галереи старинного искусства Палаццо Барберини в Риме были временно переданы итальянскому посольству в Берлине. В мае 1945 года воинские подразделения Красной армии заняли посольство и вывезли картины вместе с другими ценностями в СССР. Россия не собирается возвращать Италии похищенные произведения, поскольку считает их компенсацией за потери, которые страна понесла во время Второй мировой войны.

## Галерея
- Юпитер сражается с гигантами. 1550-е гг. Бумага, тушь, гуашь, кисть, мел. Метрополитен-музей, Нью-Йорк
- Золотой век. Ок. 1565. Бумага, тушь, гуашь, кисть. Музей Гетти, Лос-Анджелес
- Мученичество Святой Аполлонии. 1560-е гг. Бумага, тушь, гуашь, кисть, перо. Национальная галерея искусства, Вашингтон
- Проповедь Иоанна Крестителя. 1575. Офорт Г. Колларта по рисунку Я. Дзукки
- Минерва в кузнице Вулкана. 1570-е гг. Медь, масло. Национальная галерея Шотландии, Эдинбург
- Собрание богов. 1575. Медь, масло. Частное собрание
- Четыре стихии. Ок. 1575. Медь, масло. Частное собрание
- Амур и Психея. 1589. Холст, масло. Галерея Боргезе, Рим
- Три грации. Ок. 1575. Медь, масло. Уффици, Флоренция
- Аллегория Творения. Ок. 1585. Медь, масло. Галерея Боргезе, Рим
- Туалет Вирсавии. После 1573. Дерево, масло. Национальная галерея старинного искусства, Палаццо Барберини, Рим
- Ловцы жемчуга. Ок. 1585. Дерево, масло. Галерея Боргезе, Рим